# Georges Vallerey junior
Georges Urbain Vallerey (* 21. Oktober 1927 in Amiens; † 4. Oktober 1954 in Casablanca) war ein französischer Schwimmer. Er war Olympiadritter 1948 sowie Europameister 1947.

## Leben
Georges Vallerey senior, Olympiateilnehmer im Schwimmen 1924 in Paris, zog mit seiner Familie 1932 nach Marokko. Dort brachte er seinen fünf Söhnen und seiner Tochter Gisèle das Schwimmen bei. Alle Geschwister nahmen im Schwimmen an Wettbewerben auf nationaler Ebene teil, Georges junior und Gisèle schwammen bei Olympischen Spielen.
Am 8. November 1942 landeten im Rahmen der Operation Torch 1942 Truppen aus den Vereinigten Staaten in Casablanca. Sie zerstörten mehrere französische Schiffe, die sich in den Hafen von Casablanca zu retten versuchten. Dort beobachtete der 15-jährige Georges junior das Geschehen. Er befestigte ein kleines Boot an einem Seil, schlang sich das Seil um den Bauch und schwamm mit dem Boot etwa 300 Meter hinaus zu den untergehenden Kriegsschiffen. Das Boot mit den Seeleuten brachte er zum Strand und wiederholte die Aktion. Auf diese Art rettete er mehreren Seeleuten das Leben. Für seine Rettung wurde er zusammen mit seinem Freund Robert Guenet, der ebenfalls geholfen hatte, mit dem Croix de guerre ausgezeichnet.
1947 gewann Georges Vallerey junior bei den französischen Landesmeisterschaften die Titel über 200 Meter Brust, 100 und 200 Meter Rücken sowie über 400 Meter Freistil. Bei den Schwimmeuropameisterschaften 1947 in Monte Carlo gewann er den Titel über 100 Meter Rücken. Zusammen mit Alex Jany, Charles Babey und seinem Bruder Jehan Vallerey gewann er die Silbermedaille in der 4-mal-200-Meter-Freistilstaffel hinter den Schweden.
Im Jahr darauf bei den olympischen Schwimmwettbewerben 1948 in London schwamm Vallerey in den Vorläufen über 100 Meter Rücken die drittbeste Zeit hinter Allen Stack und Robert Cowell aus den Vereinigten Staaten. Nachdem Vallerey das Finale mit der zweitschnellsten Zeit des Halbfinales erreicht hatte, schlug er im Endlauf als Dritter hinter Stack und Cowell an.
Im Dezember 1949 nahm Vallerey an einem Wettschwimmen in eiskaltem Wasser teil und zog sich eine Infektion zu. Daraus entwickelte sich eine Nierenkrankheit, an der er im Alter von 26 Jahren starb. Zu seinen Ehren wurde die Schwimmhalle Les Tourelles Piscine, Austragungsort der olympischen Schwimmwettbewerbe 1924, 1959 in Piscine Georges-Vallerey umbenannt. 2017 wurde Georges Vallerey junior in die International Swimming Hall of Fame aufgenommen.